# Satan Never Sleeps
Satan Never Sleeps is een Amerikaanse dramafilm uit 1962 onder regie van Leo McCarey. Het scenario is gebaseerd op de gelijknamige roman uit 1962 van de Amerikaanse auteur Pearl S. Buck.

## Verhaal
Pastoor O'Banion komt tijdens de Chinese Burgeroorlog aan op een missiepost in China. Hij wordt bijgestaan door Siu Lan, een meisje dat hem onderweg gevolgd is. Hij moet er pastoor Bovard vervangen die te oud is geworden om zijn kerk te onderhouden. Wanneer er ineens communistische troepen arriveren, nemen ze de missiepost in beslag. Hun leider verkracht Liu San en maakt haar zwanger.

## Rolverdeling
| Acteur         | Personage         |
| -------------- | ----------------- |
| William Holden | Pastoor O'Banion  |
| Clifton Webb   | Pastoor Bovard    |
| France Nuyen   | Siu Lan           |
| Athene Seyler  | Zuster Agness     |
| Martin Benson  | Kuznietsky        |
| Edith Sharpe   | Zuster Theresa    |
| Robert Lee     | Chung Ren         |
| Marie Yang     | Moeder van Ho San |
| Andy Ho        | Vader van Ho San  |
| Burt Kwouk     | Ah Wang           |
| Weaver Levy    | Ho San            |